# Muzdalifa
Koordinaten: 21° 23′ 33″ N, 39° 56′ 16″ O

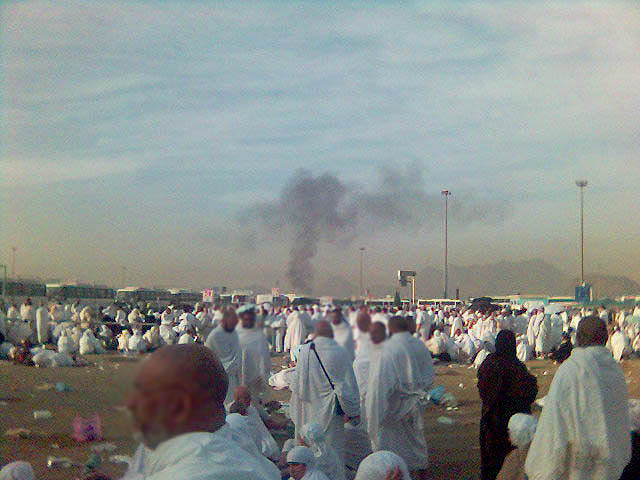
Pilger in Muzdalifa, 2006

Die Muzdalifa (arabisch مزدلفة, DMG Muzdalifa) ist eine bei Mekka gelegene Ebene in Saudi-Arabien, in der die Muslime während des Haddsch am neunten Tag des Pilgermonats Dhu l-hiddscha verweilen (wuqūf). Die Ebene wird auch als al-Maschʿar al-harām und als Dschamʿ (Versammlung) bezeichnet.
In der Ebene befindet sich eine Moschee.
In der Muzdalifa übernachten nach den Vorschriften die Gläubigen unter freiem Himmel; Frauen, Kinder und körperlich schwache Männer können, den Hadithen folgend, nach Mitternacht nach Mina weiterziehen, für alle anderen Gläubigen ist es essenziell, bis zum Fadschrgebet in der Muzdalifa auszuharren. In der Muzdalifa werden die Abendgebete abgehalten; die Pilger sammeln im Tal die Kieselsteine für das Ritual des folgenden Tags des Haddsch, wenn sie in Mina je sieben Steine auf die Säulen der Dschamarat-Brücke werfen, um den Teufel symbolisch zu steinigen. Die Pilger brechen am nächsten Morgen auf, wenn die ersten Sonnenstrahlen über den Berg Thabīr scheinen. Daraus entstand das arabische Sprichwort „Lasse die Sonne aufgehen, o Thabīr, damit wir weitereilen!“. In der Ebene befindet sich ein Hügel, der Quzah. Er galt bereits in vorislamischer Zeit als heilige Stätte und trägt den Namen eines altarabischen Gewittergotts. Quzah war unter dem Namen Qaus der Hauptgott der Edomiter.